# Miguel Vazquez de Padilla
 (décembre 2023).
Miguel Vazquez de Padilla, né en 1559 à Séville et mort dans cette même ville le 15 juillet 1624, est un jésuite et théologien espagnol.

## Biographie
Elève du collège jésuite de l’Annonciation à Séville, il y entra dans la Compagnie de Jésus en décembre 1574 à Séville, fut ordonné en 1584, et fit la profession des quatre vœux le 10 novembre 1591 à Séville. Intelligence brillante, il était destiné en 1576 à étudier au Collège romain, mais une tuberculose le retint provisoirement en Andalousie. Il enseigna d’abord la théologie à Baeza et à Cordoue, puis passa au Collège romain comme professeur de théologie (1592-94) et préfet des études (1594-99). En cette qualité, il fit des observations (1597) à la Ratio Studiorum. Homme de conseil, il était très estimé de Clément VIII. Aux côtés de Pedro Arrubal et de Cristobal de los Cobos, il intervint comme théologien assesseur du Supérieur général Claudio Acquaviva lors des conférences de auxiliis (1599). En octobre 1599, il accompagna en Espagne le cardinal Fernando Niño de Guevara, nouvel Inquisiteur Général, et résida à la cours de Madrid et de Valladolid. Une fois que Guevara fut nommé archevêque de Séville (1601), il l’accompagna à nouveau, mais Acquaviva l’envoya peu après (1602) comme confesseur au marquis de Cea, fils du duc de Lerma, le valido de Philippe III. Il retourna à Valladolid, où il présida l’acte (10 juillet 1602) contre les thèses d’Alcala qui mettaient en doute la légitimité papale et avaient causé bien des troubles. Le duc de Lerma, pour des motifs politiques, le fit finalement sortir de la Cour (1604), et il fut alors nommé professeur de théologie au collège de Salamanque (1605-1609), et puis il inaugura et occupa la chaire de théologie du collège de Grenade (1609-1617), tout en travaillant à ses écrits. En tant que délégué de la Province d’Andalousie, il assista à la VIIe Congrégation générale à Rome. En 1617, le marquis de Cea, devenu Duque de Uceda, « intime » de Philippe III, l’appela à Madrid comme confesseur (1617-1621), et ceci en dépit de l’opposition du général Muzio Vitelleschi. En automne 1619, le nonce Francesco Cennini le choisit également comme conseiller, et Vazquez de Padilla devint ainsi l’un des relais de transmissions des intérêts jésuites à la Cour. À la mort de Philippe III (1621), il retourna à Grenade (en juillet) avec la charge par Vitelleschi de publier ses commentaires à la Ia pars de la Somme théologique. En 1624, il a été envoyé à la maison professe de Séville, où il mourut peu de temps après. Il laissa un commentaire sur la Trinité imprimé, et de très nombreux manuscrits, dont certains prêts pour l’impression et approuvés par la Censure.

## Œuvres

### Manuscrits
- « Dubia circa Rationem Studiorum », Monumenta paedagogica Societatis Iesu, vol. 7,‎ 1965, p. 264-266.
- Memorial a Clemente VIII, ASV Spagna, 54.
- De uniformitate doctrinae, ARSI Inst. 213; Granada BU, Caja C-68.

### Œuvres imprimées
- De augustissimo Trinitatis mysterio sermo, Lyon, 1617.